# Divisione Nazionale 1942-1943
La Divisione Nazionale 1942-43 fu il 15º campionato nazionale italiano di rugby a 15 di prima divisione.
Si tenne dall’8 novembre 1942 all’11 aprile 1943 tra 9 squadre e fu l'ultimo campionato italiano d'anteguerra; vide per l'ultima volta la partecipazione delle varie squadre universitarie fasciste (i cosiddetti GUF), sciolte dopo la caduta del regime e ricostituite, a partire dal 1946, nei vari CUS, Centri Universitari Sportivi.
Si disputò anch'esso, come il precedente, a girone unico; il GUF Roma, sebbene avesse terminato regolarmente il torneo, si ritirò dalle competizioni e fu escluso dalla classifica finale.
Per la tredicesima volta in 15 edizioni fu l'Amatori Milano a laurearsi campione d'Italia, nell'occasione per la sesta volta consecutiva.

## Squadre partecipanti
- Amatori Milano
- Battisti Genova
- GUF Milano
- GUF Napoli
- GUF Padova

- GUF Parma
- GUF Pavia
- GUF Roma
- GUF Torino

## Risultati
|      | 1ª/10ª giornata         |      |
| ---- | ----------------------- | ---- |
| 3-31 | Padova - Amatori Milano | 9-14 |
| 8-12 | GUF Milano - GUF Torino | 0-6  |
| 4-12 | GUF Napoli - GUF Parma  | 9-0  |
| 0-6  | GUF Pavia - GUF Roma    | 3-34 |
|      |                         |      |

|      | 4ª/13ª giornata           |      |
| ---- | ------------------------- | ---- |
| 0-0  | GUF Roma - Padova         | 3-8  |
| 3-30 | Battisti - Amatori Milano | 6-49 |
| 17-3 | GUF Milano - GUF Pavia    | 20-8 |
| 6-0  | GUF Torino - GUF Napoli   | 32-4 |
|      |                           |      |

|      | 7ª/16ª giornata        |      |
| ---- | ---------------------- | ---- |
| 8-5  | GUF Milano - GUF Roma  | 11-3 |
| 9-9  | GUF Torino - GUF Parma | 15-5 |
| 11-5 | Battisti - GUF Pavia   | 3-3  |
| 6-0  | Padova - GUF Napoli    | 16-3 |

|      | 2ª/11ª giornata             |       |
| ---- | --------------------------- | ----- |
| 53-0 | Amatori Milano - GUF Napoli | 51-3  |
| 5-9  | GUF Parma - Padova          | 11-13 |
| 30-0 | GUF Torino - GUF Pavia      | 13-3  |
| 3-6  | Battisti - GUF Milano       | 3-16  |
|      |                             |       |

|      | 5ª/14ª giornata            |      |
| ---- | -------------------------- | ---- |
| 36-3 | Amatori Milano - GUF Pavia | 55-3 |
| 6-9  | GUF Parma - GUF Milano     | 3-73 |
| 6-6  | GUF Roma - GUF Torino      | 5-16 |
| 6-0  | Battisti - Padova          | 0-3  |
|      |                            |      |

|      | 8ª/17ª giornata             |      |
| ---- | --------------------------- | ---- |
| 23-3 | GUF Roma - GUF Napoli       | 0-6  |
| 3-3  | GUF Milano - Padova         | 9-16 |
| 3-12 | GUF Torino - Amatori Milano | 9-14 |
| 6-0  | Battisti - GUF Parma        | 3-19 |

|      | 3ª/12ª giornata           |      |
| ---- | ------------------------- | ---- |
| 33-6 | Amatori Milano - GUF Roma | 6-0  |
| 0-0  | GUF Napoli - Battisti     | 0-0  |
| 8-12 | Padova - GUF Torino       | 8-31 |
| 0-16 | GUF Pavia - GUF Parma     | 0-33 |
|      |                           |      |

|     | 6ª/15ª giornata            |      |
| --- | -------------------------- | ---- |
| 9-0 | Amatori Milano - GUF Parma | 19-3 |
| 3-0 | GUF Napoli - GUF Milano    | 34-0 |
| 3-3 | GUF Pavia - Padova         | 3-15 |
| 3-0 | GUF Roma - Battisti        | 0-0  |
|     |                            |      |

|     | 9ª/18ª giornata             |      |
| --- | --------------------------- | ---- |
| 6-3 | GUF Milano - Amatori Milano | 0-6  |
| 6-0 | GUF Parma - GUF Roma        | 3-13 |
| 8-6 | GUF Torino - Battisti       | 15-6 |
| 6-0 | GUF Pavia - GUF Napoli      | 0-6  |

## Classifica
| Pos | Squadra         | G  | V  | N | P  | PF  | PS  | DP   | Pt |
| --- | --------------- | -- | -- | - | -- | --- | --- | ---- | -- |
| 1   | Amatori Milano  | 16 | 15 | 0 | 1  | 418 | 60  | +358 | 30 |
| 2   | GUF Torino      | 16 | 12 | 2 | 2  | 223 | 94  | +129 | 26 |
| 3   | GUF Milano      | 16 | 9  | 1 | 6  | 186 | 117 | +69  | 19 |
| 4   | GUF Padova      | 16 | 8  | 3 | 5  | 120 | 134 | −14  | 18 |
| 5   | GUF Parma       | 16 | 5  | 1 | 10 | 131 | 191 | −60  | 10 |
| 6   | Battisti Genova | 16 | 3  | 4 | 9  | 56  | 157 | −101 | 10 |
| 7   | GUF Napoli      | 16 | 5  | 2 | 9  | 75  | 205 | −130 | 10 |
| 8   | GUF Pavia       | 16 | 1  | 2 | 13 | 43  | 298 | −255 | 3  |
| 9   | GUF Roma        | 0  | 0  | 0 | 0  | 0   | 0   | 0    | 0  |

## Verdetti
- Amatori Milano: campione d'Italia